# Intranet
Intranet je privatna računalna mreža neke organizacije koja rabi internetski protokol, mrežnu povezanost i mogućnosti javnih telekomunikacijskih sustava kako bi omogućila svojim zaposlenicima sigurnu razmjenu informacija ili obavljanje nekih radnji vezanih za organizaciju. Ponekad se termin intranet odnosi na svoju najuočljiviju uslugu, interne web stranice. Za izgradnju intraneta koriste se isti koncepti i tehnologije potrebne i za Internet, kao što su klijenti i serveri koji koriste internetski protokol (IP). Koriste se i drugi internetski protokoli kao što su HTTP, FTP i e-mail. 
Pojednostavljeno, intranet se može objasniti kao privatni oblik Interneta ili kao oblik interneta ograničen na jednu organizaciju.

## Ekstranet
Intranet mreže razlikuju se od ekstranet mreža po tome što se one prvenstveno odnose na zaposlenike neke organizacije dok ekstranet karakterizira dostupnost i klijentima, dobavljačima, suradnicima ili drugim ovlaštenim strankama.
Intranet ne mora nužno imati pristup internetu. Ako je omogućen, obično se odvija kroz izlaz zaštićen vatrozidom, uz identifikaciju korisnika, kodirane poruke i često kroz upotrebu virtualnih privatnih mreža (VPN). Kroz takav sustav, zaposlenici mogu s udaljenih mjesta pristupiti informacijama organizacije, računalima i internom komunikacijskom sustavu.
Intranet, osim međusobne komunikacije zaposlenika, koja može korištenjem on-line foruma dovesti i do stvaranja novih poslovnih ideja, koristi se i za isporuku softverskih alata i aplikacija za unaprijeđenje produktivnosti.

## Prednosti
1. Produktivnost rada: intranet omogućuje zaposlenicima brz pristup informacijama i aplikacijama značajnima za njihove zadaće i dužnosti. Pomoću jednostavnog web preglednika korisnici mogu bilo kada i, ovisno o sigurnosim propisima, od bilo kuda pristupiti podacima sadržanima u bilo kojoj bazi podataka u koju organizacija želi omogućiti pristup. Na taj način povećava se mogućnost da zaposlenici organizacije obavljaju svoj posao preciznije, brže i s pouzdanjem u vjerodostojnu informaciju.
2. Vrijeme: uz pomoć intraneta, zaposlenicima su traženi podaci dostupni u vrijeme u koje to njima treba, umjesto da ih se nemarno zatrpava e-mailovima, koji, možda, i nisu toliko precizni.
3. Komunikacija: intranet se koristi kao značajno sredstvo kako u vertikalnoj, tako i u horizontalnoj poslovnoj komunikaciji. Objavljivanjem podataka na mreži omogućuje se održavanje "znanja" organizacije i pristupa njemu koristeći web tehnologije. Pod time se misli na, primjerice, priručnike za zaposlene, podatke o povlasticama, poslovne standarde, pa čak i online edukaciju. Budući da svaka poslovna podružnica može dokument objavljen na mreži zamijeniti novime, najnovija verzija uvijek je preko intraneta dostupna zaposlenicima.
4. Poslovno djelovanje i odlučivanje: intranet može poslužiti i kao podloga za razvoj i plasiranje poslovnih aplikacija kojima se podržava poslovno djelovanje i/ili odlučivanje u poslovanju koje se odvija u okružju Interneta.

## Nedostaci
1. Mora se kontrolirati objavljivanje informacija kako bi se osiguralo postavljanje isključivo preciznih i prikladnih podataka na intranet.
2. Moraju postojati strogi sigurnosni zahtjevi kako bi se spriječilo neovlašteno korištenje intranetom ili njegova zlouporaba.

## Planiranje i postavljanje intraneta
Većina organizacija odvaja značajna sredstva za implementaciju intraneta kao važnog strateškog koraka u postizanju poslovnih ciljeva. U planiranju intranet mreže, neka od pitanja kojim se treba voditi jesu:
- Što žele postići intranetom?
- Koji bi odjel ili osoba imala kontrolu?
- Kako bi se nadomještali postojeći sustavi?
- Na koji bi se način vodila briga o sigurnosti?
- Kako se nositi za zakonskim i drugim ograničenjima?

Samo postavljanje mreže obuhvaćalo bi korake:
- Postavljanje web servera s odgovarajućim hardwerom i softwerom
- Omogućiti pristup web serveru preko TCP/IP mreže
- Instalirati korisničke programe na sva potrebna računala
- Stvoriti homepage (glavnu stranicu) za sadržaj